# 长城桥站
长城桥站是石家庄地铁1号线的地铁车站，位于中华人民共和国河北省石家庄市桥西区中山西路与西二环路交叉口，于2017年6月26日开通。

## 车站结构
长城桥站位于中山西路与西二环路交叉口，沿中山西路设置，呈东西走向，为地下两层局部一层岛式站台车站，车站长279.32米，车站地下一层为站厅层，因西二环路桥桩限制被分隔为东西两个站厅，地下二层为站台层，站台设置全高站台门。
| 地面              | 出入口 | A、B、C、D出入口                                                                                        |
| 地下一层          | 站厅   | 客服中心、自动售票机、验票机                                                                            |
| 地下二层          | 站台   | \| \| \| █ 1号线往西王（时光街） \| \| 島式 · 開左邊车门 \| \| \| \| \| \| █ 1号线往福泽（和平医院） \| |
|                   |        | █ 1号线往西王（时光街）                                                                                 |
| 島式 · 開左邊车门 |        | |
|                   |        | █ 1号线往福泽（和平医院）                                                                               |

## 车站出口
长城桥站共有4个出入口，其中A、B出入口连通东站厅，C、D出入口连通西站厅，各出口及周围设施如下所示：
| 出口编号                             | 照片       | 地点                                 | 可到达目的地                       |
| 连通东站厅                           | 连通东站厅 | 连通东站厅                           | 连通东站厅                         |
| ------------------------------------ | ---------- | ------------------------------------ | ---------------------------------- |
| 出口 · A · 扶手电梯标志              |            | 中山西路（北侧），西二环北路（东侧） | 中国电子科技集团公司第五十四研究所 |
| 出口 · B · 扶手电梯标志              |            | 中山西路（南侧），西二环南路（东侧） | 白求恩医务学校                     |
| 连通西站厅                           |            |                                      |                                    |
| 出口 · C · 扶手电梯标志              |            | 中山西路（南侧），西二环南路（西侧） |                                    |
| 出口 · D · 升降机标志 · 扶手电梯标志 |            | 中山西路（北侧），西二环北路（西侧） | 八一幼儿园                         |
| 註： 設有 \| 設有扶手電梯            |            |                                      |                                    |

## 接驳交通

### 公交车
- 长城桥：1路，2环1路，2环2路，38路，325路，旅游11路，旅游12路，旅游5路，段家楼旅游专1路，西柏坡红色旅游专3路

## 历史
本站工程名与正式站名均为长城桥站，以车站上方的长城立交桥命名。
- 2017年6月26日，本站随1号线一期通车开通[1]。
- 2021年1月9日，受新冠疫情影响，车站暂停运营[3]。2月19日，车站恢复运营[4]。
- 2022年8月28日，受新冠疫情影响，车站暂停运营[5]。9月6日，车站恢复运营[6]。